# Lucien Lux
Lucien Lux (Troisvierges, 13 de setembre de 1946) és un polític i sindicalista luxemburguès. Un membre del Partit Socialista dels Treballadors (LSAP, Lux va estar al govern des de 2004 fins a 2009, dins del gabinet de Jean-Claude Juncker.,
Va treballar per a Chemins de Fer Luxembourgeois, i el 1978 es va unir a la Confederació de Sindicats Independents (OGB-L) com a secretari. Lux va ser el president de la branca de Bettembourg del Partit Socialista dels Treballadors a partir de 1986, i es va convertir en alcalde de Bettembourg l'1 de gener de 1988, càrrec que va ocupar fins a la seva entrada al govern.
Amb les eleccions legislatives luxemburgueses de 1989 va entrar per primera vegada a la Cambra de Diputats en representació de la circumscripció Sud, renunciant al seu lloc a l'OGB-L. Va ser reelegit el 1994 i el 1999 -al quart lloc entre els candidats de l'LSAP en la circumscripció del Sud-.
Va ser escollit com a Secretari General del LSAP el 2002. [1] En les eleccions legislatives luxemburgueses de 2004, ell es va col·locar quart, una vegada més, mentre que el LSAP va desallotjar el Partit Democràtic de la coalició de govern. Com a resultat, Lux va ser designat Ministre de Medi Ambient i Ministre de Transports càrrec que va ocupar fins al 23 de juliol de 2009, quan es van suprimir els mencionats llocs. A les eleccions de 2009, Lux va ser diputat a la Cambra, com cinquè entre els candidats de l'LSAP.